# 남외어린이도서관
남외어린이도서관은 울산광역시 중구에 있는 공립 도서관이다.

## 연혁
- 2022년 8월 30일 개관.